# Aquiraz (ort)
Aquiraz är en ort i Brasilien.   Den ligger i kommunen Aquiraz och delstaten Ceará, i den östra delen av landet, 1 700 kilometer nordost om huvudstaden Brasília. Aquiraz ligger 21 meter över havet och antalet invånare är 65 116.
Terrängen runt Aquiraz är platt. Havet är nära Aquiraz åt nordost. Runt Aquiraz är det ganska tätbefolkat, med 144 invånare per kvadratkilometer.. Aquiraz är det största samhället i trakten. 
Omgivningarna runt Aquiraz är en mosaik av jordbruksmark och naturlig växtlighet.